# پرامنی
پرامنی (به چکی: Prameny) یک منطقهٔ مسکونی در جمهوری چک است که در ناحیه خب واقع شده‌است.